# Сражение в Кефалари
Сражение в Кефалари  (греч.  Μάχη του Κεφαλαρίου) – операция частей греческой партизанской армии ЭЛАС против соединений британской армии, состоявшееся 18—19 декабря 1944 года в заключительный период Второй мировой войны.
Один из самых громких эпизодов вооружённого противостояния отрядов ЭЛАС в Афинах против британской армии в декабре 1944 года.
Наряду с занятием тюрьмы “Авероф”, именовалось одной из “двух блестящих побед” (δύο περίλαμπρες νίκες) ЭЛАС в ходе декабрьских боёв против британской армии в греческой столице.
Британские источники характеризуют это событие как “серьёзный удар Королевским военно-воздушным силам Великобритании” (The RAF suffered a major blow with the attack by ELAS troops on their facility).

## Предыстория
С началом оккупации Греции странами Оси в период Второй мировой войны в апреле-мае 1941 года и после того как греческое правительство и король покинули страну, инициативу по развёртыванию движения Сопротивления взяла на себя Коммунистическая партия Греции, создавшая широкий гражданский Освободительный Фронт (ЭАМ), а тот в свою очередь Народно-освободительную армию (ЭЛАС).
Великобритания рассматривала Грецию зоной своих интересов и видела в ЭАМ-ЭЛАС угрозу своим послевоенным планам в этой стране. Как следствие, британская политика видела в воинских соединениях эмиграционного греческого правительства на Ближнем Востоке инструмент осуществления этих планов.
После того как эти соединения и флот восстали в 1943 году, заявляя что они являются частями ЭЛАС, их восстание было подавлено и они прошли фильтрацию. 
Греческая столица была освобождена в октябре 1944 года частями ЭЛАС, после чего туда прибыли британские части и эмиграционное правительство.
Через месяц, после политического кризиса при попытке создания правительства и единой армии, где камнем преткновения стали Священный отряд и отфильтрованная 3-я Греческая горная бригада, противостояние переросло в военное столкновение британской армии, частей эмиграционного правительства и бывших коллаборационистов с городскими отрядами ЭЛАС.
3 декабря генерал Скоби приказал удалить силы ЭЛАС из Афин.
Черчилль, усиливший свою дипломатическую позицию англосоветским соглашением, подписанным в Москве 9 октября 1944 года, касательно послевоенного статуса Балкан, приказывал генералу Скоби дословно: "не колеблясь, действуйте так, как будто вы находитесь в завоёванном городе где вспыхнул местный мятеж ".
В своих мемуарах Черчилль писал : «Нет смысла делать подобные вещи полумерами».
Газета британских коммунистов пишет “немецкие танки сменили британские танки”.
Авторы сайта “Британская военная история” смягчают событие (по их разумению) характеризуя ЭЛАС термином “коммунистические силы”.

## Военная обстановка перед началом операции в Кифисие
В Афинах и Пирее британские силы состояли из неполной 23й бронетанковой бригады с 35-ю танками Sherman, частей парашютистов и двух пехотных батальонов, переброшенных по воздуху в начале событий, в общей сложности 5000 человек. Кроме этого англичане имели большое число вспомогательных частей, персонал которых насчитывал около 10000 человек.
В боях первых дней приняли участие 4-я дивизия (10-я, 12-я, 23-я пехотные бригады), 2-я бригада парашютистов, 23-я бронетанковая, 139-я пехотная бригада, 5-я индийская бригада и др.
Британские подкрепления первой волны — три пехотные дивизии (4-я индийская, 4-я и 46-я британские) — прибыли в середине декабря.
11 декабря в Афины прибыл маршал Александер и Гарольд Макмиллан. Оценив обстановку Александер потребовал срочной переброски ещё одной дивизии с итальянского фронта.
В этот день было принято решение открытого использования «батальонов безопасности» коллаборационистов.
Заместитель военного министра, Л. Спаис, позже писал: "Это было решение англичан и моё. Я не оправдываю свои действия, но другого выхода не было. Наши военные силы были исчерпаны. В нашем распоряжении было 27 тысяч человек «батальонов безопасности». Мы использовали 12 тысяч, наименее скомпрометированных:218:219.
В последующие дни были доставлены ещё 6 тысяч британских солдат. 16 декабря новые британские подкрепления высадились в Фалироне.
Обеспечив контроль над проспектом Сингру, который давал им возможность переправлять войска из Фалирона в центр Афин, англичане заняли 18 декабря господствующий в центре города холм Ликавит, откуда держали под огнём своих орудий центральные улицы Афин.
1-й городской корпус ЭЛАС по бумагам насчитывал около 20000 женщин и мужчин, но располагал оружием только для 6000 человек.
Англичане оценивали силы ЭЛАС в городе в 6300 плохо вооружённых бойцов:128.
В общей сложности силы ЭЛАС в Афинах состояли из 1-го корпуса, ΙΙ дивизии, 52-го полка, VIII бригады, Национальной милиции и т. д.:129.
ЭЛАС контролировал Афинский Акрополь с самого начала столкновений. Заботясь о сохранности Священного для каждого грека холма, ЭЛАС согласовал с британским командованием для Акрополя статус нейтральной зоны. Но как только силы ЭЛАС оставили Акрополь, англичане установили на холме артиллерийские батареи и безнаказанно расстреливали оттуда позиции ЭЛАС и город. Англичане продолжали эти обстрелы до конца боёв, в то время как ЭЛАС не смел ответить на огонь чтобы не нанести повреждения памятникам:774
Другой характерной и “неожиданной” деталью, но более существенной для хода этого военного столкновения, которое британская “The Guardian” позже именовала “Британским грязным секретом” (Britain’s dirty secret) стало участие в боевых действиях в греческой столице Королевских военно-воздушнымх сил Великобритании
В своём официальном обращении ЭЛАС обвиняет англичан за установленные орудия на Акрополе, откуда “безнаказанно ведут обстрелы, зная что мы из почитания наших святынь не ответим” и также что их “самолёты сеят смерть среди населения и препятствуют деятельности Красного Кеста”.

## RAF в регионе Афин
В ходе греко-итальянской войны (1940—1941) Пирей 23 раза подвергся налётам итальянской авиации.
6 апреля 1941 года на помощь итальянцам пришла Гитлеровская Германия, но Афины не подверглись бомбардировке Люфтваффе, из-за подчёркнутого уважения, которое немцы высказывали к памятникам греческой столицы. Это не распространялось на близлежащий Пирей, который подвергся бомбардировке Люфтваффе с первого же дня немецкого вторжения. Эта предыстория контрастировала с (неожиданным) широким использованием (союзной) авиации против городских отрядов ЭЛАС не располагающих никакими средствми противовоздушной обороны, не говоря уже о том что все эти дни боёв британская авиация бомбила рабочие кварталы в столице и пригородах, причиняя многочисленные жертвы гражданскому населению.
Характерно что при этом командование ЭЛАС, в официальном извещении от 9 декабря, высказывает своё сожаление за сбитый и сожжёный английский самолёт и здесь же информирует, что английские бомбардировщики и истребители бомбят и обстреливают из пулемётов как части ЭЛАС, так и гражданское население, причиняя ему множество жертв.

### Силы RAF в регионе Афин
Перед началом столкновений силы RAF располагались на аэродромах в Араксос и Мегара.
Но с 1 декабря центром деятельности стал аэродром Алимос-Эллиникон (Аттика), где расположились следующие эскадрильи:
- No. 32 Squadron RAF с самолётами Supermarine Spitfire
- No. 94 Squadron RAF с самолётами Supermarine Spitfire
- No. 108 Squadron RAF с самолётами Bristol Beaufighter
- No. 216 Squadron RAF с самолётами Douglas C-47 Skytrain
- No. 221 Squadron RAF с самолётами Vickers Wellington

## Воздушная война без противника
Силы RAF, как и британские войска в целом, были задействованы против ЭАМ-ЭЛАС с 2 декабря, сразу после расстрела демонстрации сторонников ЭАМ и ответного занятия полицейских участков.
Эскадрилья No. 73, вместе с прибывшей эскадрильей No. 94, использовали свои Spitfires для обстрелов, а лёгкие бомбардировки выполняла эскадрилья No. 108.
Дополнительные возможности были получены когда самолёты Beaufighters из эскадрильи No. 39 были прикреплены к эскадрилье No. 108, вооружённой ракетами RP-3.
За две недели этими самолётами были поражены (по британским источникам) 105 целей (55 зданий (!), 19 командных постов, 10 складов снабжения, 2 радиостанции, 12 транспортных и 7 артиллерийских установок.
Самолёты эскадрильи No. 108 совершили в декабре по 265 вылетов.
Тяжёлые бомбардировщики эскадрильи No. 221 использовались в основном для разбрасывания листовок и подсвечивания целей, но были использованы также в двух ночных бомбёжках.
Городские отряды ЭЛАС не могли противопоставить RAF ничего в воздухе и, по сути, ничего с земли, и сконцентрировали свои усилия на операциях на земле.

## Кифисьякак цель ответа британской авиации
13 декабря части ЭЛАС заняли аэродромы в Татой и Элевсине:220.
Хотя основные аэродромы базирования RAF располагались на юго-востоке Афин (Алимос-Эллиникон) а также на западе (Мегара-Араксос) свой штаб RAF расположил в далёком от района боёв и рабочих кварталов комфортабельном северном пригороде Кифисья, где ещё с древности состоятельные афиняне проводили своё лето, а в начале XX века состоятельные афиняне и предприниматели из греческой общины Египта строили свои особняки.
Англичане заняли (мобилизовали) здесь большой ряд гостиниц, главным образом в местечке именуемом Кефалари.
В гостинице “Сесил” расположился штаб RAF.
В соседних гостиницах расположились клуб и казармы офицеров (гостиница “Пентеликон”) и казармы рядовых (гостиницы “Паллас”-“Апергис” ) в общей сложности 718 человек и охранное соединение с пулемётами 
Роль охраны была возложена на роту из наземного полка RAF (британские источники указывают полк No. 2933 Squadron RAF Regiment), располагавшую кроме прочего оружия и двумя зенитными орудиями 40 мм.
При этом аэродром в комфортабельной Кифисья был и единственным и малым.

## Перед началом операции
16 декабря ΙΙ дивизия ЭЛАС получила приказ как можно быстрее нейтрализовать «1000 английских офицеров и солдат авиации находящихся в больших гостиницах Кифисьи».
В тот же день генерал Скоби заявлял что он контролирует бо́льшую часть Пирея.
17 декабря силы ЭЛАС с боем заняли здание муниципалитета в Афинах. Англичане ответили интенсификацией деятельности RAF, которая обстреляла ракетами и сожгла множнество зданий.
Вечером того же дня состоялось заседание руководства 9го сектора организации компартии в греческой столице и командования V полка “резервистов” северных пригородов Афин, для обсуждения планов операции в Кифисье.
Секретарь 9го сектора, врач Мимис Номикос, дал инструкции бойцам, для многих из которых это был первый бой в их жизни, и направил всех к схрону оружия в заброшенном здании муниципалитета, для получения оружия и инструкций для боя в Кефалари.
Там их встретили комиссар ΙΙ дивизии Харилаос Флоракис (будущий генсек компартии в период 1972 – 1989 годов ) и “капитан Орестис” (Андреас Мундрихас). Комиссар Флоракис провёл инструктаж –подготовку резервистов к предстоящему бою.
Вооружённые резервисты выступили к Кефалари в 10 вечера, под проливным дождём.

## Начало операции
Лишая партизан фактора внезапности и питая иллюзии относительно разъяснительной работы с союзниками, Яннис Марангудакис (в дальнейшем был сослан англичанами в концлагерь Эль Даба в Северной Африке) пытался объяснить на английском языке засевшим в гостиницах англичанам несправедливость их войны против союзников и безперспективность их обороны, для чего использовал самодельный 2хметровый рупор.
Ответом были пулемётные очереди.
Капитану Никосу Каррасу, недоучившемуся студенту-инженеру и немногим из резервистов имевших опыт боёв приходилось приказывать новичкам присесть или прятаться за прикрытиями, тем более что с рассветом к бою подключились британские самолёты обстреливающие эласитов патронами 12-15 мм калибра.
Секретарь 9го сектора организаций компартии, Мимис Номикос, был убит при попытке перерезать колючую проволоку вокруг зоны гостиниц.
В поисках укрытия и пищи эласиты заняли соседние особняки, которые так или иначе были оставлены их хозяевами.

## Передача командования операцией II дивизии ЭЛАС
Было очевидно что англичане с их оружием и боеприпасами не собираются сдаваться плохо вооружённым резервистам V полка.
С первой же неудачи в операции партийная организация Кифисьи отстранила командование резервистов и передала планирование и ведение операции командованию регулярной II дивизии ЭЛАС Аттики - Беотии
Командование операцией принял штабист Самаридис, Георгиос ( в гражданскую войну 1946-1949 годов - начальник штаба дивизий Западной Македонии ) и командир 34го полка Далянис.
В попытке обеспечить эласитов боеприпасами, Самаридис поручил “капитану Александросу” из штабной роты доставить со склада в селе Асопия в Беотии пулемётные ленты, снаряды миномётов и ящики динамита.
Асопия находилась в 50-60 км от Афин и при бороздящих небо над регионом английских самолётах доставка боеприпасов была непростой и опасной, но к вечеру 18 декабря боеприпасы были доставлены.
В 23-00 части II дивизии и V городского полка предприняли одновременную атаку на гостиницы «Пентеликон» (атакована 1м батальоном), «Апергиса», «Паллас» и «Сесил». Англичане оказывали упорное сопротивление (The No. 2933 Squadron RAF Regiment defended strongly) – огонь из окон гостиниц  делал запретным приближение даже единственного (самодельно) бронированного автомобиля атаковавших.
После чего атаковавшие применили т.н. “систему ослепления” – каждому бойцу, в особенности пулемётчикам, было предписано обстреливать конкретное окно, чтобы никто не мог высунуть голову. Таким образом “броневик” с группой “динамитчиков” Гикаса сумел подойти к входу гостиницы “Пентеликон” установить мины и подорвать их.
Взрыв потряс “Пентеликон” и соседние здания. На этот раз разъяснительная работа через рупор имела результат – англичане вывешивали белые полотенца и простыни.
Взвод офицера кавалерии Костаса Кондоса (Κώστας Κοντός (Λαοκράτης) ринулся в здание и занял гостиницу. Все англичане вышли из гостиницы и сдались.
Эта тактика была применена и в отношении «Сесил» и «Паллас». До рассвета 19 декабря все англичане в гостиницах сдались.

## Результаты операции – Последствия
Было взято в плен в общей сложности 50 офицеров и 500 рядовых RAF.
В сводке командования ЭЛАС от 19 декабря в отношении победы  в Кефалари среди трофеев отмечаются 4 орудия и 2 грузовика.
В срочной  сводке от 20 декабря командование ЭЛАС повторяет данные о 500 рядовых и 50 офицерах пленными, добавив что один из них – генерал. Здесь же командование ЭЛАС информирует что трофеи подсчитываются, но включают в себя зенитные орудия грузовики и пр.
Кроме этого англичане сами сожгли свой самолёт в аэродроме Кифисьи.
Осаждённые в гостиницах англичане неоднократно обращались к своему командованию за помощью
Британское командование направило в Кефалари 20 танков из Герака и Вулиагмени (2 танка подорвались на минах).
Танки эффектно вступили в Кифисью стреляя во всех направлениях, однако было уже поздно.
Партизаны с пленниками и трофеями уже находились далеко.
Продолжив стрельбу в течение 3 часов, британские танки ретировались, забрав своих раненных (оставленных партизанами) и сумевших бежать солдат.
Участники операции описывают красочную картину колонн британских пленных, ведомых небольшим числом бородатых греческих партизан, в то время как британские самолёты на бреющем полёте и не имея возможности чем либо повредить партизанам лишь наблюдали за этим маршем.
Самолёты ограничились сбрасыванием припасов своим пленным англичан (No. 221 Sqn. conducted supply drops to these personnel during their march north), чему греческие партизаны не препятствовали.
Победа в Кифисье вызвала энтузиазм у населения Афин и Пирея.
Британская авиация ответила обстрелом госпиталя ЭЛАС, её самолёты обстреливали госпиталь на бреющем полёте несмотря на видимые знаки. В госпитале были убиты 2 раненных. Многие раненные получили новые ранения.
Газета греческих коммунистов в своём заголовке пишет: “Скоби мстит за поражение в Кифисья дикими обстрелами госпиталей и (жилых) кварталов”.

## В дальнейшем
20 декабря ЭАМ вручил протест председателю Международного Красного Креста И. де Ренье, касательно английских бомбёжек против гражданского населения, «жертвы которого на сегодняшний день превышают 2500 человек»:227.
Маршал Александер запросил дополнительные силы, чтобы удержать обстановку в Афинах и начать политические переговоры:776.
Соотношение сил стало склоняться в пользу англичан.
20 декабря в Афинах и регионе находились 40 тысяч британских солдат. Генерал Скоби был отстранён от командования операциями. Герозисис комментирует, что «человек умел воевать против босоногих индийских племенных вождей, но не против национальной партизанской армии».
22 декабря, только что прибывшая 5-я индийская бригада высадилась в районе Драпецона, но была сразу же блокирована на побережье отрядами ЭЛАС:229.
Через несколько недель число британских солдат в Афинах достигло 100 тысяч.
21 декабря Александер писал Черчиллю, что нет военного решения вопроса, потому что: «если предположить, что ЭЛАС продолжит борьбу, то думаю что мы можем очистить регион Афины — Пирей и удерживать его, но так мы не можем победить ЭЛАС и вынудить к капитуляции.
Немцы во время оккупации держали в континентальной Греции до 7 дивизий и ещё 4 на островах…
Но и так они не могли держать открытыми линии коммуникаций и я не уверен, что мы встретим менее сильное сопротивление и меньше решительности, нежели встретили они.
Делаю замечания, чтобы прояснить обстановку и подчеркнуть, что греческий вопрос нельзя решить военными средствами. Решение будет найдено на политическом поле. … любая военная акция, после зачистки региона Афины — Пирей, превосходит возможности наших сегодняшних сил»:779.
Премьер министр Великобритании, Черчилль, прибыл в Афины, 25 декабря, сопровождаемый министром иностранных дел Великобритании Иденом:780 и 27 декабря приказал наступление всеми располагаемыми силами.
Были задействованы авиация, артиллерия флота, тяжёлая артиллерия и большое число танков. Бои продолжились до 5 января 1945 года:238.
4 января колонна 100 британских танков прорвала линию обороны и двинулась по улице Ленорман. ЭЛАС приняла решение отходить:143.
Частям в центре города было приказано атаковать чтобы отвлечь англичан. Отход сил к подножию горы Парнис был произведен в порядке:240.
Вместе с вооружёнными эласитами ушли тысячи безоружных членов ЭАМ и компартии, а также британские пленные, включая взятых в плен в ходе операции в Кефалари.
Отход продолжился и в последующие сутки, под непрекращающимися атаками RAF.
8 января 1945 года на конференции политического и военного руководства ЭАМ в Ламии военные руководители ЭЛАС, Велухиотис, Сарафис, Макридис были запрошены о возможности продолжения войны и ответили положительно:784.
Генштаб был полон оптимизма, поскольку каждый раз, когда англичане пытались продвинуться на север, они наталкивались на регулярные части ЭЛАС и терпели поражения (Фермопилы, Айос-Констандинос, Бралос):785.
Эти поражения подтверждали оценку маршала Александера, что обстановка будет непреодолимой для англичан, когда ЭЛАС перегруппируется и приспособится к новым условиям.
Руководство ЭЛАС к этому времени уже имело информацию о предстоящей встрече глав США, Великобритании и СССР и осознавало, что Черчилль торопился разрешить греческий вопрос до этого события.
ЭЛАС контролировал на тот момент 80 % территории страны, имея огромные людские резервы и поддержку народа. Если бы война продолжилась, англичанам было бы трудно объяснить своим союзникам, но и собственному народу, почему они оккупируют греческие территории и воюют против греческого Сопротивления, удаляя силы с Германского фронта:786.
Но невзирая на оценки командования ЭЛАС, руководство компартии и ЭАМ, пошли на компромисс и подписали Варкизское соглашение, полагая, что таким образом удастся избежать гражданской войны и направить политическую жизнь страны в мирное русло.
11 января было подписано перемирие, обязывающее ЭЛАС вывести до 18 января свои части из Аттики, и многих других регионов страны.
Среди прочих шагов были освобождены британские военнопленные, включая сотни пленённых в ходе операции в Кефалари.